# كنيسة شارع الملك إدوارد
كنيسة شارع الملك إدوارد في ماكلسفيلد (بالإنجليزية: King Edward Street Chapel, Macclesfield) هي كنيسة بروتستانتية تاريخية تقع في بلدة ماكلسفيلد بمقاطعة تشيشير في إنجلترا. أُدرجت هذه الكنيسة ضمن القائمة الوطنية للتراث في إنجلترا بصفتها مبنىً مُدرجًا من الدرجة الثانية*، مما يدل على أهميتها المعمارية والتاريخية البارزة.

## المعمار
تُعد الكنيسة مثالًا على الطراز المعماري الجورجي البسيط، وتعود إلى القرن التاسع عشر. تتميز بواجهة كلاسيكية ذات أعمدة ناعمة ونوافذ مقوسة، وتمثل الطراز الوحدوي المتقشف السائد آنذاك في العديد من كنائس الطوائف البروتستانتية.

## الخلفية الدينية
تُستخدم الكنيسة من قبل الطائفة الوحدوية، التي تمثل تقليدًا مسيحيًا ليبراليًا يؤمن بوحدانية الله ويرفض عقيدة التثليث. وقد كانت ماكلسفيلد واحدة من المدن التي احتضنت هذا التيار في إنجلترا خلال القرنين الثامن عشر والتاسع عشر.

## الحماية والتسجيل
حصلت الكنيسة على تصنيف Grade II ضمن نظام تصنيف المباني المحمية في إنجلترا، ما يعني أنها تُعد ذات أهمية خاصة أكثر من المعتاد، ويُمنع هدمها أو إجراء أي تعديل معماري جذري عليها دون موافقة السلطات المختصة.